# Síndrome XXXXY
Síndrome XXXXY é uma variação no cromossomo sexual aneuploide extremamente rara;  sua ocorrência em é de aproximadamente 1 entre 85.000 a 100.000 machos. Como seu próprio nome indica, uma pessoa com a síndrome possui um cromossomo Y e quatro cromossomos X no 23º par, possuindo assim 49 cromossomos ao invés dos 46 encontrado em pessoas diádicas. Assim como outras variações aneuplóidicas, a síndrome XXXXY é geralmente acompanhada por retardo mental. Ela pode ser considerada uma variante da síndrome de Klinefelter. Foi descrito pela primeira vez em 1960 por Fraccaro.